# Schillinghaus (Binswangen)

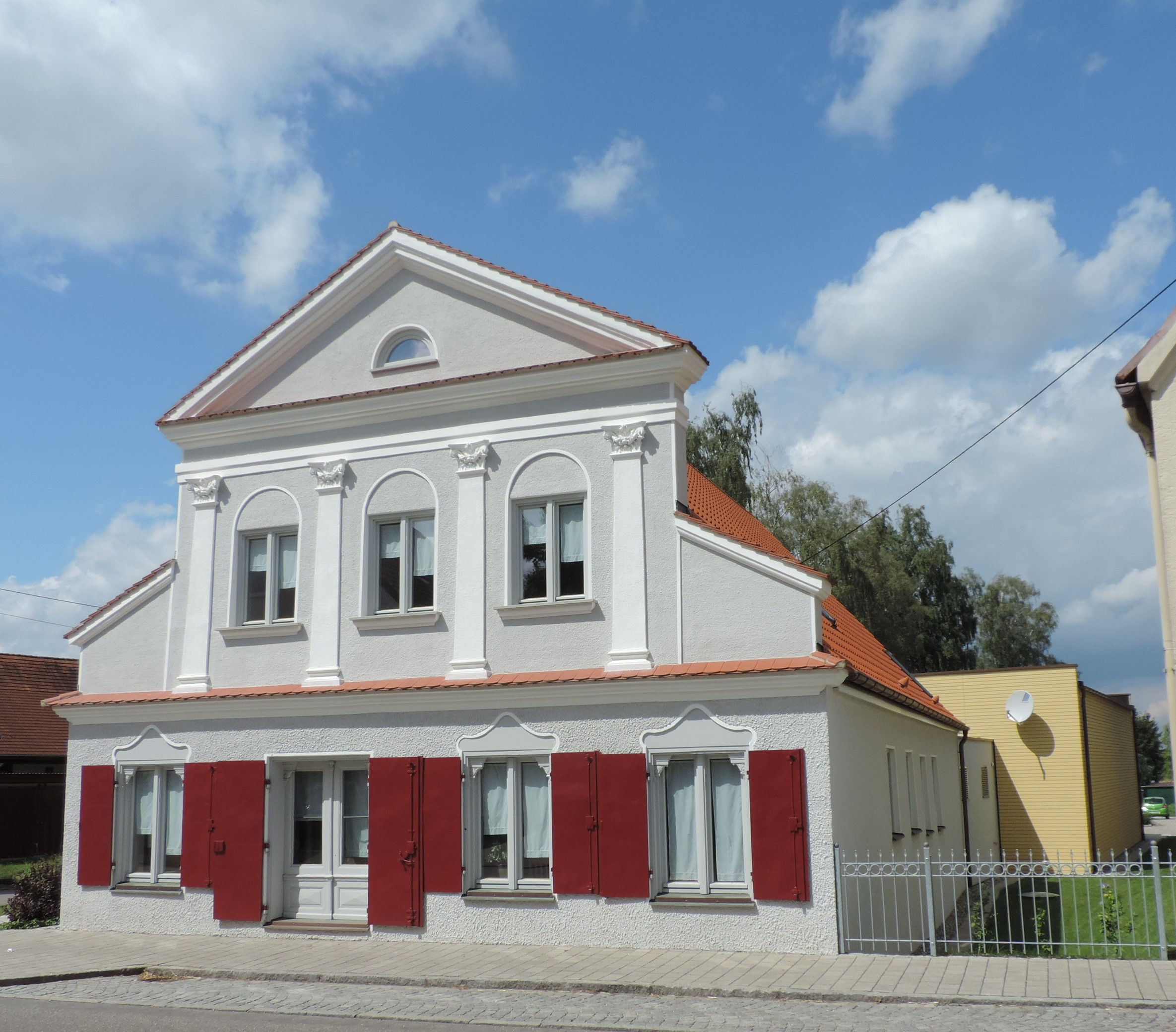
Südfront des Schillinghauses

Das Schillinghaus befindet sich an der Hauptstraße 33 in der Gemeinde Binswangen im Landkreis Dillingen an der Donau. Das ehemalige Judenhaus steht unter Denkmalschutz.

## Geschichte
Das erdgeschossige Gebäude mit Satteldach und reich gestalteter Fassade wurde um 1840 errichtet. Bauherr war der ortsansässige jüdische Kaufmann (vermutlich Elieser) Baldauf, der im Haus ein Textilgeschäft betrieb. 1903 verkaufte die Familie Baldauf das Gebäude an Andreas Schilling. Das Haus wurde nicht nach dessen Erbauer, sondern nach der letzten Besitzerin Maria Schilling benannt, die es 1990 verkaufte. Nachdem das Gebäude ziemlich verfallen war, begann 2010 dessen aufwändige Sanierung. In über 15.000 ehrenamtlichen Stunden hatten über 200 Bürger der Gemeinde Binswangen das alte jüdische Haus renoviert. Am 19. März 2014 erfolgte die offizielle Einweihung. Heute wird das Schillinghaus, das einen modernen Anbau erhielt, von örtlichen Vereinen genutzt.

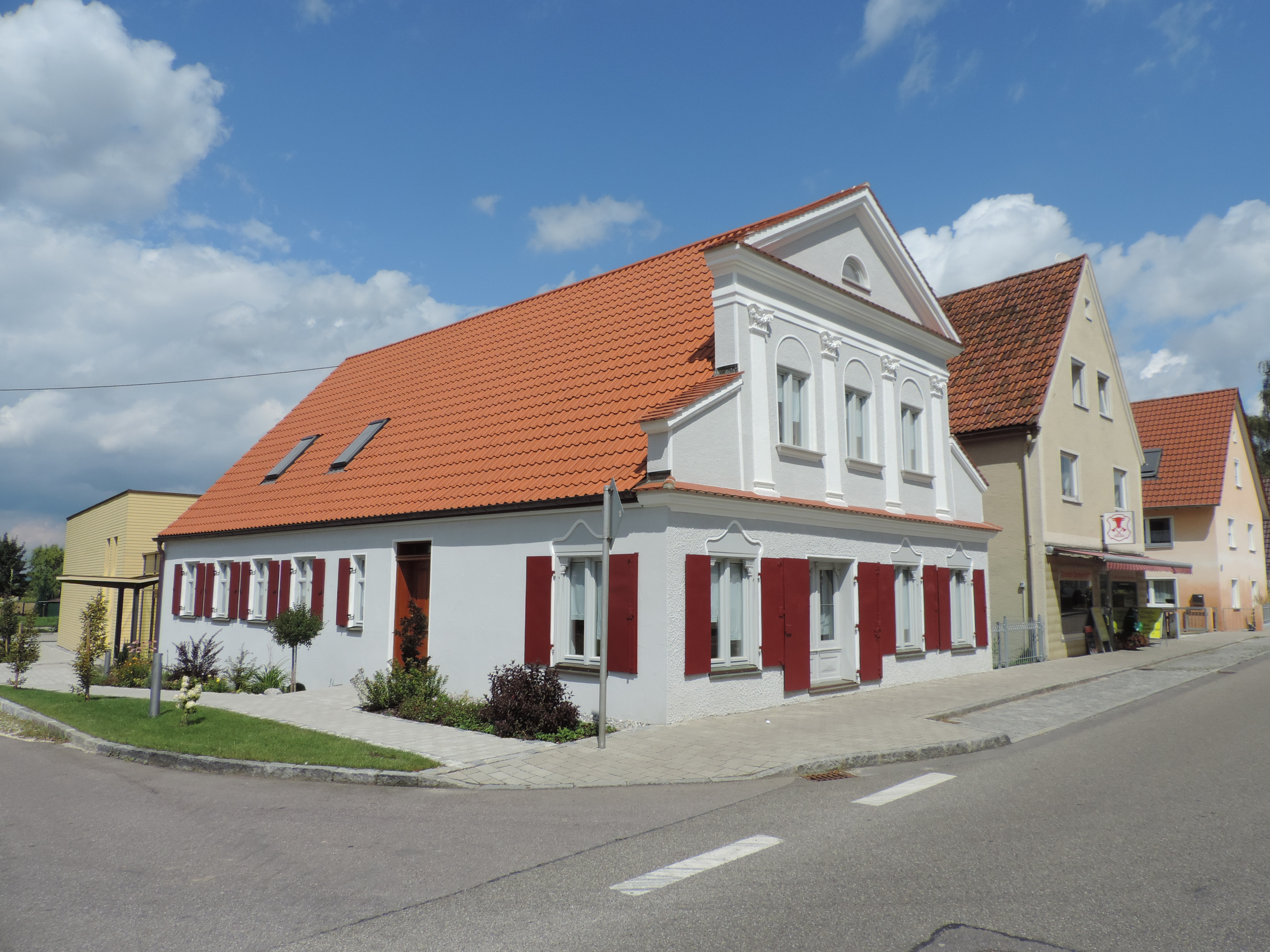
West-/Südfront
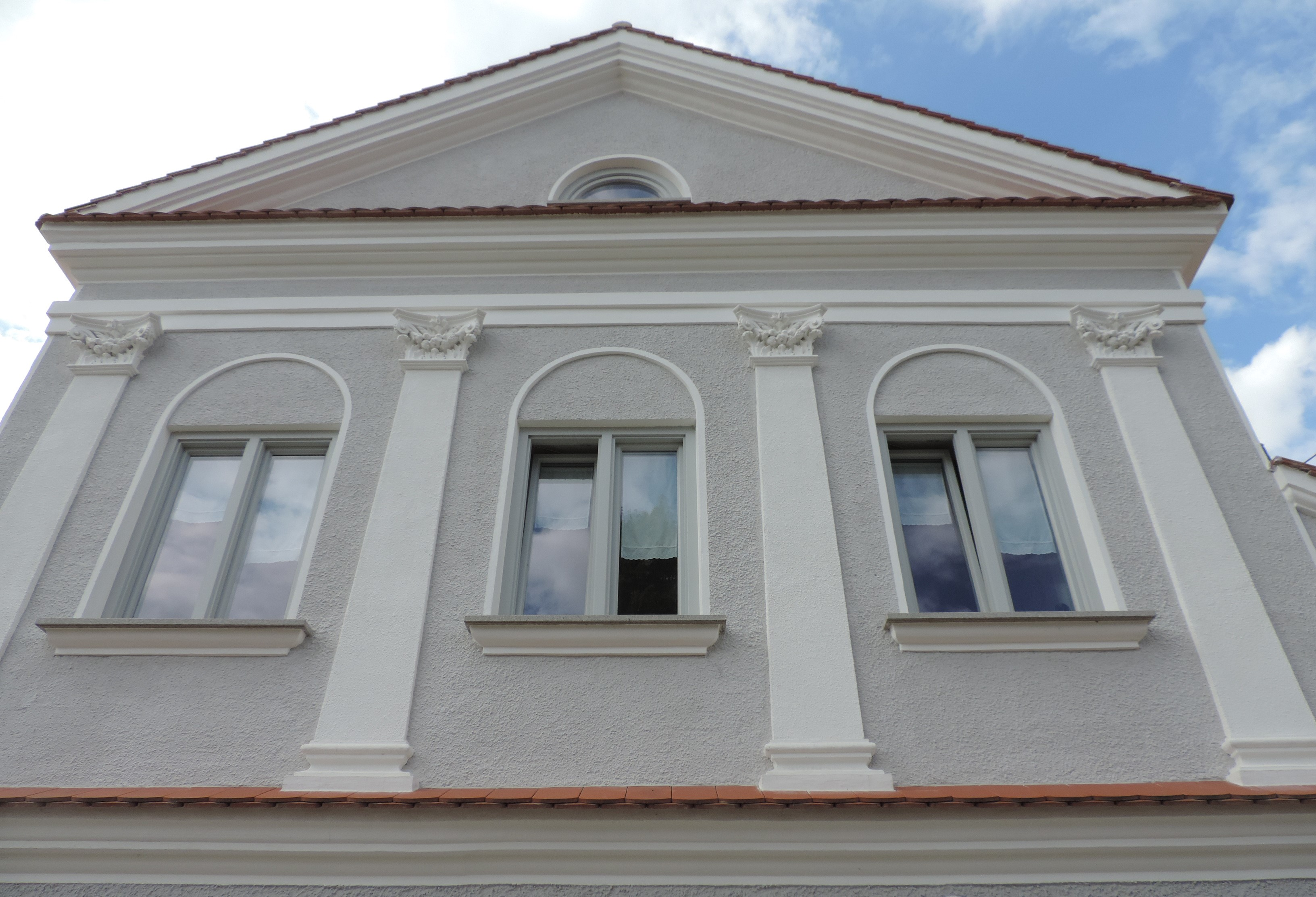
Verzierte Südfront
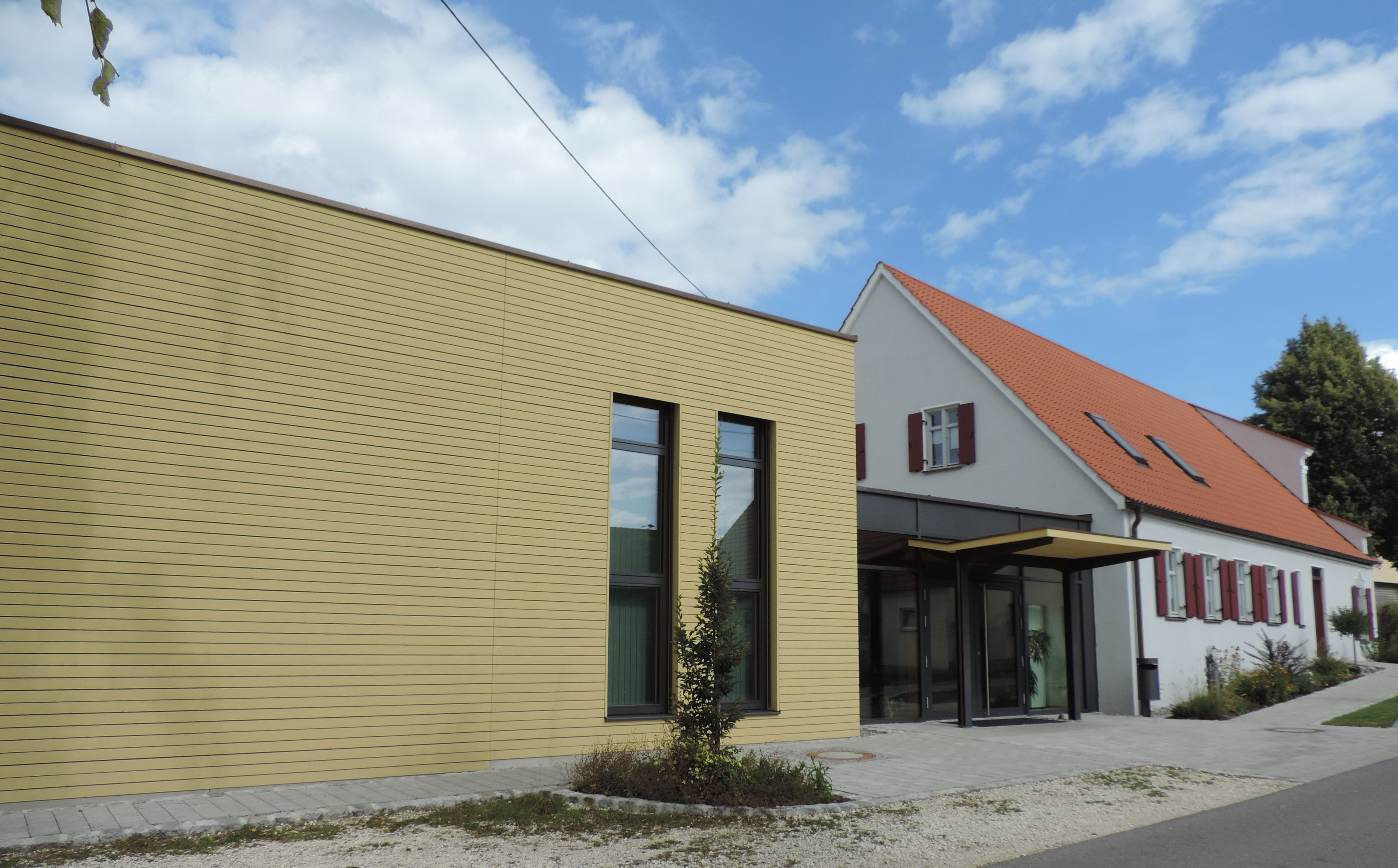
Westfront mit Anbau